# August Horislav Krčméry
August Horislav Krčméry (1. listopadu 1822 Horná Mičiná – 9. března 1891 Badín) byl slovenský evangelický kněz, publicista a hudební skladatel. Užíval také pseudonym A. Pohronský

## Život
Studoval na gymnáziu v Banské Bystrici a na evangelickém gymnáziu v Gemeru v letech 1836–1838. Pokračoval na lyceu v Banské Štiavnici a od roku 1838 v Bratislavě. V roce 1844 dokončil studia teologie ve Wittenbergu. Působil jako evangelický kaplan v Tisovci, od roku 1848 jako vychovatel u M. M. Hodži ve Vrbici (dnes městská část Liptovského Mikuláše. Pro svou vlasteneckou činnost byl na jaře roku 1849 vězněn v Debrecínu, avšak po porážce maďarské revoluce byl propuštěn.
V roce 1855 se stal farářem v Hronseku a od roku 1874 působil v Badíně, kde také 9. března 1891 zemřel.

## Dílo
Byl činný zejména jako organizátor, publicista a vydavatel. V časopisech Slovenské pohľady, Sokol, Pešťbudínske vedomosti aj. uveřejňoval vzdělávací a náboženské články, národopisné příspěvky i zprávy z kultury. S Jánem Kadavým vydal kalendář Živena a redigoval hudební přílohu časopisu Sokol – Hlahol.
Byl znalcem slovenské lidové písně, vyzýval ke sbírání a upravování lidových písní. S bratrem Eugenem Krčmérym sestavil a vydal Slovenský spoločenský spevník (1871), do Kadavého zbierky Slovenských spevov (1880–1881) přispel 53 písněmi a do Chrástkova Sborníka slovenských národných piesní (1870) 17 lidovými písněmi.
Jeho skladatelské dílo obsahuje pouze klavírní skladby a písně. Zhudebnil texty několika slovenských obrozeneckých básníků (Andrej Sládkovič, Ján Kalinčiak aj.). Jeho písně však sehrály významnou roli v procese národního uvědomění, zejména v době zvýšeného národnostního útlaku.